# RIVA 128
De RIVA 128, of "NV3", werd in augustus 1997 uitgebracht door Nvidia en was een van de eerste grafische verwerkingseenheden voor consumenten die 3D grafische versnelling integreerde naast traditionele 2D- en videoversnelling. RIVA is een acroniem voor Real-time Interactive Video en Animation accelerator.
Na de minder succesvolle "NV1"-versneller en de nooit voltooide "NV2", was de RIVA 128 het eerste product waarvoor Nvidia brede erkenning kreeg. De 3D-snelheid was door concurrenten nauwelijks te evenaren, vooral dankzij de grote geheugenbandbreedte en het slimme design. 

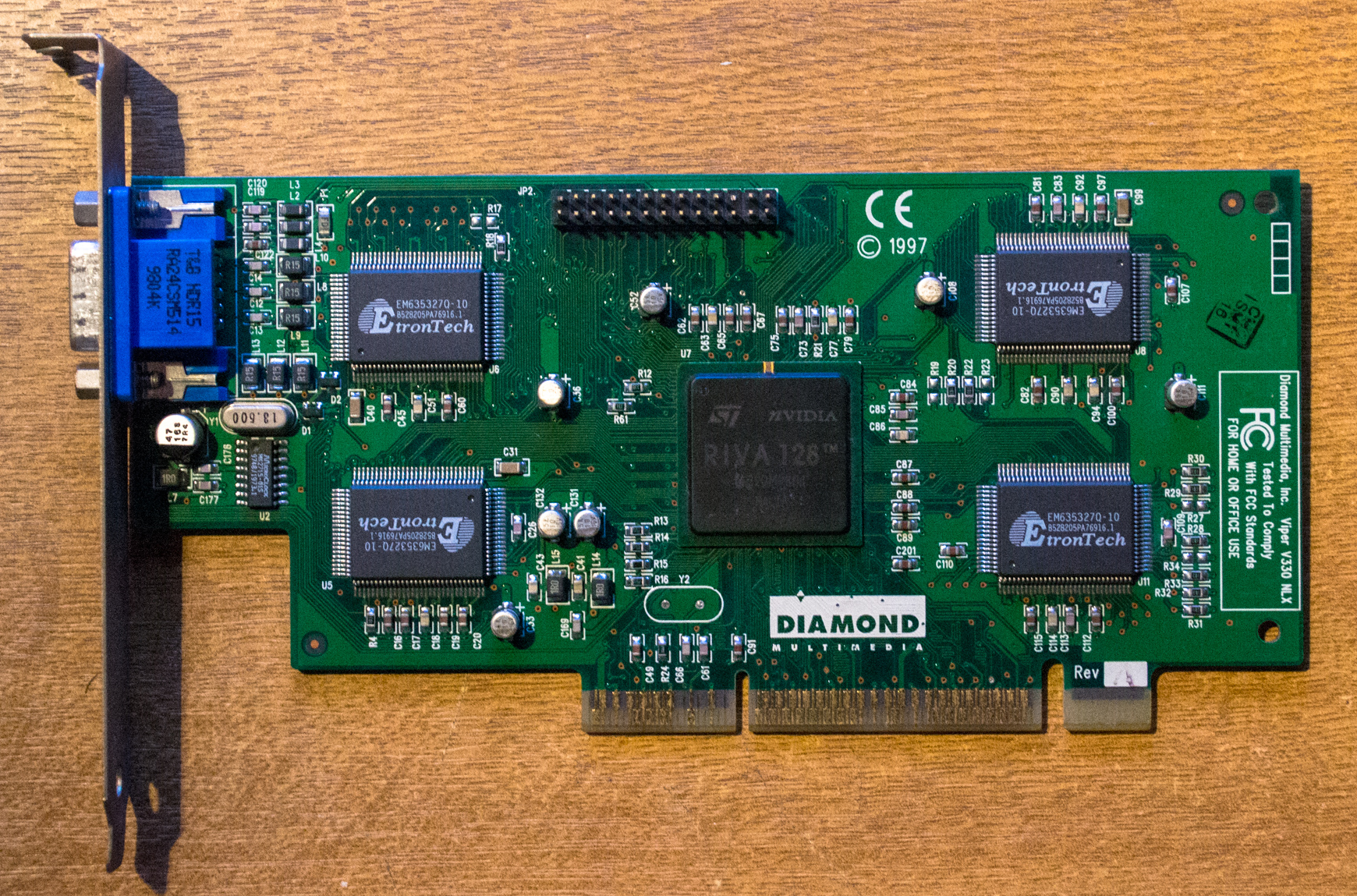
Diamond Viper V330 met een RIVA 128-chip.

## Architectuur
Nvidia's eerdere "NV1"-chip was ontworpen voor een fundamenteel ander type weergavetechnologie dan tot dan toe gebruikelijk was, genaamd kwadratische textuurmapping; een techniek die niet wordt ondersteund door Direct3D. De RIVA 128 werd in plaats daarvan ontworpen om Direct3D zo veel mogelijk te versnellen. Dat gebeurde binnen de Direct3D 5- en OpenGL API- specificaties. De grafische chip bestaat uit 3,5 miljoen transistors gebouwd op een 350 nanometer (nm) fabricageproces en was geklokt op 100 MHz. RIVA 128 heeft een enkele pixel-pijplijn die in staat is tot 1 pixel per klok bij het bemonsteren van één textuur. De RIVA 128 was gespecificeerd om pixels uit te voeren met een snelheid van 100 miljoen per seconde en driehoeken van 25 pixels met een snelheid van 1,5 miljoen per seconde. Er was 12 KiB on-chip geheugen dat werd gebruikt voor pixel- en vertex-caches. De chip was beperkt tot een 16-bits pixelformaat bij het uitvoeren van 3D-versnelling en een 16-bits Z-buffer.
De 2D-accelerator binnen de RIVA 128 werkte op 128-bits bandbreedte en opereerde ook op 100 MHz. In deze "snelle en brede" configuratie, zoals Nvidia het noemde, presteerde de RIVA 128 zeer competitief in GUI-versnelling in vergelijking met concurrenten. 32-bits hardwarematige VESA BIOS-extensies met compatibele SVGA / VGA-kern werd ook geïmplementeerd. Videoversnelling aan boord van de chip werd geoptimaliseerd voor MPEG-2, maar miste volledige versnelling van die standaard. De uiteindelijke beelduitvoer werd gerouteerd via een geïntegreerde 206 MHz RAMDAC. RIVA 128 had het voordeel dat het een combinatie van 2D / 3D grafische chip was, in tegenstelling tot Voodoo Graphics, dat alleen 3D uitvoerde. Dit betekende dat de computer geen aparte 2D-kaart nodig had voor uitvoer buiten 3D-toepassingen. Het maakte ook 3D-weergave binnen een venster van een besturingssysteem mogelijk. De mogelijkheid om een systeem te bouwen met slechts één grafische kaart maakte van de RIVA 128 een goedkope, competente oplossing.
Nvidia rustte de RIVA 128 uit met 4 MiB SGRAM, een nieuwe geheugentechnologie voor die tijd, geklokt op 100 MHz en verbonden met de grafische processor via een 128-bits geheugenbus. Dit levert een geheugenbandbreedte op van 1,60 gigabyte per seconde. Het geheugen werd gebruikt in een uniforme geheugenarchitectuur die de hele RAM-pool deelde met zowel framebuffer als textuuropslag. Het belangrijkste voordeel hiervan, ten opzichte van Voodoo Graphics en Voodoo², was ondersteuning voor 3D-resoluties van 800 bij 600 pixels en 960×720, hoger dan Voodoo's 640×480.
De RIVA 128 was een van de eerste kaarten die werkte volgens de AGP 2X-standaard, wat betekende dat de Nvidia een voorsprong verkreeg met haar interfacetechnologie. De grafische processor werd gebouwd rond de AGP-specificatie van Intel en werd gericht op de Intel 440LX-chipset voor de Pentium II. Nvidia ontwierp de RIVA 128 met een maximale geheugencapaciteit van 4 MiB omdat dit destijds het meest kostenbesparend was voor een consumenten 3D-accelerator.
Begin 1998 bracht Nvidia een opvolger uit, de RIVA 128 ZX. Dit herziene ontwerp van NV3 verhoogde de geheugenondersteuning tot 8 MB en versnelde de RAMDAC-frequentie tot 250 MHz. Door deze toevoegingen kon de RIVA 128 ZX hogere resoluties en vernieuwingsfrequenties ondersteunen. De ZX-versie gebruikt een 8 MiB SGRAM- geheugenchip, geklokt op 125 MHz, van Samsung Electronics.
De volgende grote chip van Nvidia zou de RIVA TNT (NV4) zijn.

## Concurrerende grafische kaarten
- Matrox Mystique 220
- 3DFX Voodoo Graphics, Voodoo² (kaarten alleen voor 3D)
- ATI Rage-serie (Pro was destijds de meest recente)
- S3 ViRGE, Savage 3D
- Uitgave Vérité V1000 V2x00
- PowerVR PCX2